# Ingrid Michaelson
Ingrid Michaelson (8 de diciembre de 1979) es una cantautora estadounidense.
Sus composiciones han aparecido en numerosos programas de televisión. En especial, sus canciones han sido seleccionadas para escenas emocionales de Anatomía de Grey y One Tree Hill.

## Biografía
Michaelson nació en el centro de una familia de artistas: Su padre era el compositor Carl Michaelson y su madre la escultora Elizabeth Egbert, que fue Directora ejecutiva y Presidenta del Staten Island Museum hasta su muerte en septiembre de 2014. Comenzó a tocar el piano a la edad de 5 años. Continuó aprendiendo hasta la edad de 7 años en el conservatorio de la Calle 3 de Manhattan; y posteriormente, durante muchos años, en el centro de la comunidad judía Instituto Dorothy Delson-Kuhn. Allí conoció a su tutora de canto, Elizabeth McCullough, que trabajó con ella a lo largo de toda su educación secundaria. Se graduó en el Instituto técnico de Staten Island y posteriormente en la Universidad de Binghamton, donde obtuvo el título en Ciencias de la dramatización.

## The Way I Am
- Su canción "The Way I Am ", se pudo oír en el spot publicitario de otoño de Old Navy en 2007 y en el de Chevrolet del mismo año.
- El 21 de septiembre de 2007, Michaelson debutó en televisión tocando "The Way I Am" en el programa Last Call with Carson Daly.
- "The Way I Am " llegó a ser la sexta más descargada en iTunes Store y llegó al puesto #37 en la lista Billboard Hot 100.

## Be Ok
- Su canción "Be Ok", se escucha en el comercial publictario del Dell Studio One 19. (2009)
- Telefónica emplea esta canción en sus spots para Movistar en España (2010).
- La campaña publicitaria del Opel Meriva en España utiliza esta canción (2011).
- Un nuevo comercial de CocaCola la emplea (2013)
- El aviso publicitario de Eco de los Andes en Argentina utiliza esta canción (2018).

## Discografía
2005: Slow the Rain
- 1. "Let Go" - 3:26
- 2. "Around You" - 4:05
- 3. "Charlie" - 3:39
- 4. "Porcelain Fists" - 3:48
- 5. "Morning Lullabies" - 4:15
- 6. "Empty Bottle" - 3:59
- 7. "Mosquito" - 3:51
- 8. "A Bird's Song" - 3:24
- 9. "I'll See You In My Dreams" - 4:16

2006: Girls and Boys
- 1. "Die Alone" - 4:21
- 2. "Masochist" - 4:11
- 3. "Breakable" - 3:09
- 4. "The Hat" - 3:45
- 5. "The Way I Am" - 2:15
- 6. "Overboard" - 4:06
- 7. "Glass" - 3:04
- 8. "Starting Now" - 4:52
- 9. "Corner of Your Heart" - 3:07
- 10. "December Baby" - 5:53
- 11. "Highway" - 3:50
- 12. "Far Away" - 3:03

2008: Be Ok
- 1. "Be OK" - 2:28
- 2. "Giving Up" - 4:09
- 3. "Over the Rainbow" - 2:56
- 4. "The Chain" (En vivo desde Webster Hall) - 3:13
- 5. "Lady in Spain" - 3:12
- 6. "Keep Breathing" - 3:26
- 7. "Oh What A Day" - 2:28
- 8. "The Way I Am" (En vivo desde WERS radio) - 2:03
- 9. "Can't Help Falling In Love" (Grabado en Daytrotter) - 3:14
- 10. "You and I" - 2:29
- 11. "Be OK" (acústico) - 2:33

2009: Everybody
- 1. "Soldier" - 3:38
- 2. "Everybody" - 3:30
- 3. "Are We There Yet" - 3:52
- 4. "Sort Of" - 3:21
- 5. "Incredible Love" - 3:54
- 6. "The Chain" - 3:00
- 7. "Mountain and the Sea" - 3:34
- 8. "Men of Snow" - 4:33
- 9. "So Long" - 3:14
- 10. "Once Was Love" - 3:36
- 11. "Locked Up" - 3:57
- 12. "Maybe" - 3:14

2012: Human Again
- 1. "Fire" - 3:20
- 2. "This Is War" - 3:19
- 3. "Do It Now" - 3:17
- 4. "I'm Through" - 3:28
- 5. "Blood Brothers" - 3:12
- 6. "Black & Blue" - 3:27
- 7. "Ribbons"  - 3:27
- 8. "How We Love" - 3:34
- 9. "Palm Of Your Hand" - 3:12
- 10. "Ghost" - 4:02
- 11. "In The Sea" - 3:18
- 12. "Keep Warm" - 3:19
- 13. "End Of The World" 3:43

2014:Lights out
- 1. "Home" - 4:24
- 2."Girls Chase Boys" - 3:41
- 3."Wonderful Unknown"  - 5:01
- 4."You Got Me" (Featuring Storyman) - 3:13
- 5."Warpath" - 2:27
- 6."Handsome Hands" - 3:36
- 7."Time Machine" - 3:32
- 8."One Night Town" (Featuring Mat Kearney) - 3:14
- 9."Open Hands" (Featuring Trent Dabbs) - 4:06
- 10."Ready to Lose" (Featuring Trent Dabbs) - 3:33
- 11."Stick" - 3:35
- 12."Afterlife" - 4:04
- 13."Over You" (Featuring A Great Big World) - 4:43
- 14."Everyone Is Gonna Love Me Now" - 5:17

Bonus Tracks
- 1."My Darling" - 4:22
- 2."Over You (Demo)" - 4:03
- 3."When I Go" - 3:12
- 4."(I'll Be Glad When You're Dead) You Rascal You" - 2:21
- 5."Skinny Love (Live)" - 4:23
- 6."Everyone Is Gonna Love Me Now (Demo)" - 5:06

2019:Stranger Songs
- 1."Freak Show" - 3:13
- 2."Young And I Love" - 3:28
- 3."Hey Kid" - 3:53
- 4."Hate You" - 3:29
- 5."Jealous" - 3:08
- 6."Missing You" - 2:55
- 7."Best Friend" - 2:46
- 8."Mother" - 3:41
- 9."Christmas Lights" - 3:10
- 10."Pretty" - 2:56
- 11."Take Me Home" - 3:47

## Televisión
Algunas canciones han aparecido en televisión en la serie Anatomía de Grey:
- "Breakable" en el capítulo de la tercera temporada llamado "Mirando al sol".

- "The Way I Am", apareció en el episodio "Seis días" de la tercera temporada.

- "Corner Of Your Heart", apareció en "1,2,3, probando"

- "Keep Breathing" figuró en el episodio final de la tercera temporada.

- "Winter Song", que interpreta a dueto con la cantante Sara Bareilles, apareció en el episodio "Antes y Después" (capítulo especial "cross-over", con la serie paralela, Private Practice).

- "Turn To Stone" apareció en el penúltimo episodio (antepenúltimo, de considerar el doble capítulo final) de la quinta temporada, como tema principal de la unión entre Izzie y Alex (Aquí están nuestros días futuros).

- "All Love" fue presentado en la Season Finale de la quinta temporada.

- "Everybody" apareció en el inicio del episodio de la sexta temporada "I Like You So Much Better When You're Naked", en la película "Ramona y su hermana" y en la versión americana de la película "LOL Laughing Out Loud"
- "Without You" apareció en el último capítulo de la novena temporada, mientras operaban a Grey tras las complicaciones del parto.

### Artículos
- "Baby, Remember Her Name" Jodi Lee Reifer en Staten Island Advance AWE, 24 May 2007)

### Entrevistas
- Entrevista en Talk of the Nation,  National Public Radio, 21 de mayo de 2007.

- Datos: Q242873
- Multimedia: Ingrid Michaelson / Q242873